# 永瀬ゆずな
永瀬 ゆずな（ながせ ゆずな、2015年6月13日 - ）は、日本の子役。アットプロダクション所属。デビュー時の芸名は加藤 柚凪（かとう ゆずな）。

## 略歴
2019年、フジテレビ系月9ドラマ『監察医 朝顔』で主人公の娘・つぐみ役で女優デビュー。以降2020年11月2日から2021年3月22日と2クールかけて第2シリーズを放送し、翌年2022年9月26日にスペシャルドラマを放送され、デビュー作で大人気シリーズとなった。
2020年10月2日、映画『浅田家!』で映画初出演。
2022年10月28日、映画『あの庭の扉をあけたとき』で映画初主演。
2023年9月1日、自身のInstagramで芸名を『永瀬 ゆずな』に改名すると発表。

## 家族
同じ事務所に所属する永瀬矢紘は実弟。2023年3月3日・10日放送のドラマ「リエゾン -こどものこころ診療所-」第7話と第8話において、姉弟役で共演を果たしている。2023年9月に姉弟そろって芸名を加藤から永瀬に変更した。

## 出演

### テレビドラマ

#### 加藤柚凪名義
- 監察医 朝顔（フジテレビ） - 桑原つぐみ 役
  - 監察医 朝顔 第1シリーズ 第5話 - 最終話（2019年8月12日 - 9月23日）[2][5]
  - 監察医 朝顔「特別編」（2019年9月30日）
  - 監察医 朝顔 第2シリーズ（2020年11月2日 - 2021年3月22日）[3][6]
  - 監察医 朝顔 新春SP（2021年1月11日）[7]
  - 監察医 朝顔 2022スペシャル（2022年9月26日）[4]
- 病室で念仏を唱えないでください 第4話（2020年2月7日、TBS） - 夏川莉乃 役
- TOKYO MER〜走る緊急救命室〜 第3話（2021年7月18日、TBS） - 渋谷日葵 役[8]
- 演じ屋（2021年7月30日 - 9月3日、WOWOW） - 松田セイル 役[9][10]
  - 演じ屋 Re:act（2024年5月24日 - 7月5日、WOWOW）[11]
- 恋せぬふたり 第1話（2022年1月10日、NHK総合） - 石川摩耶 役[12]
- 鹿楓堂よついろ日和 第5話 - 第8話（2022年2月12日 - 3月6日、 テレビ朝日） - 神子まり 役[13]
- 風よ あらしよ（2022年3月31日、NHK BS8K / 9月4日 - 18日、NHK BSプレミアム / NHK BS4K） - 大杉魔子 役
- カナカナ（2022年5月16日 - 6月30日、NHK総合） - 佳奈花 役[14]
- 家庭教師のトラコ（2022年7月20日 - 9月21日、日本テレビ） - 中村知恵 役[15]
- 相棒 Season21 第10話（2022年12月21日、テレビ朝日） - 安西美月 役
- リエゾン -こどものこころ診療所- 第7話・最終話（2023年3月3日・10日、テレビ朝日） - 丸山優実 役[16]
- グランマの憂鬱（2023年4月8日 - 5月27日、東海テレビ・フジテレビ） - 百目鬼亜子 役[17]

#### 永瀬ゆずな名義
- あきない世傳 金と銀 第1話（2023年12月8日、NHK BS） - 幸（幼少期） 役[18]
- 厨房のありす 第2話（2024年1月28日、日本テレビ） - 八重森ありす（8歳時）役
- となりのナースエイド 第8話 - 最終話（2024年2月28日 - 3月13日、日本テレビ） - 玉野小夜子 役
- 監察医 朝顔2025新春スペシャル（2025年1月3日、フジテレビ） - 桑原つぐみ 役[19]
- 連続テレビ小説 「あんぱん」 第1回 - 第10回（2025年3月31日 - 4月11日、NHK総合） - 朝田のぶ （幼少期）役
- 天久鷹央の推理カルテ 第1話（2025年4月22日、テレビ朝日） - 香川葵 役[20]

### 映画
- 浅田家!（2020年10月2日、東宝） - 佐伯美緒 役
- あの庭の扉をあけたとき（2022年10月28日、モバコン） - 主演・洋子 役[21]
- 1秒先の彼（2023年7月7日、ビターズ・エンド） - レイカ / 長宗我部麗華 役（幼少期）[22]
- 【推しの子】（2024年12月20日、東映） - 有馬かな 役（幼少期）[23]
- 私にふさわしいホテル（2024年12月27日、日活・KDDI） - 遠藤桜 役

### 吹き替え
- ウィッシュ（2023年12月15日、ウォルト・ディズニー・ジャパン）

### 配信ドラマ
- 【推しの子】（2024年11月28日 - 、Amazon Prime Video） - 有馬かな 役（幼少期）[23]
- ミッドナイト屋台2〜ル・モンドゥ〜（2025年7月31日 - 、Lemino） - 榊星羅 役

### バラエティ
- 探検ファクトリーこどもの日スペシャル（2025年5月5日、NHK総合） - 『あんぱん』で共演した木村優来とともに出演

### CM・スチール
- ヤクルト
- 中部電力ミライズ
- 西松屋
- パナソニック「エアコン」
- アガツマ『ハローキティーキッチンに変身！キャリーケース』パッケージ
- キッコーマン「いつでも新鮮 しぼりたて生しょうゆ」（2022年4月4日 - ） - 綾瀬はるかと共演[24]
- ジャストシステム「スマイルゼミ」
- 宇都宮市「宇都宮という選択」プロモーション『キミと一緒に育つまち』（2022年12月22日 - 2023年3月）[25]
- 任天堂 ポケットモンスタ一 スカ一レット・バイオレット＋ゼロの秘宝『今年、とってもいい子でした篇』